# Phenylheptatriin
1-Phenyl-1,3,5-heptatriin ist ein natürlich vorkommendes Polyin.

## Vorkommen

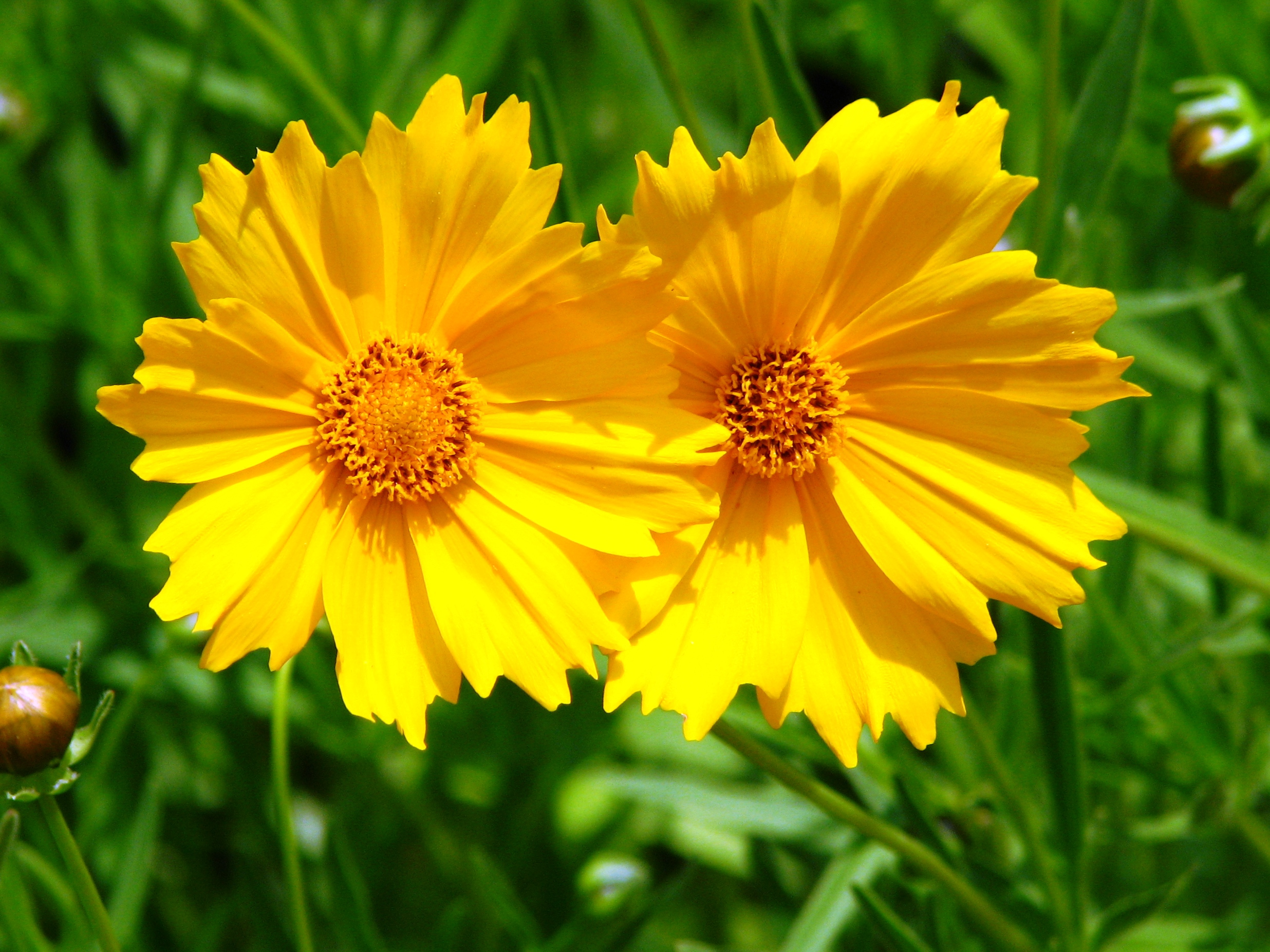
Großblumiges Mädchenauge

Phenylheptatriin kommt natürlich im Behaarten Zweizahn und dem Großblumigen Mädchenauge (Gattung Coreopsis) vor.

## Synthese
Eine Synthese geht von 3-Butin-2-ol aus, das in einer Umgrignardierung mit Ethylmagnesiumbromid umgesetzt wird. Die Reaktion des so erhaltenen Grignard-Reagenzes mit Phenylpropargylaldehyd ergibt eine C7-Kette mit zwei Hydroxylgruppen und zwei Dreifachbindungen. Umsetzung mit Thionylchlorid und zweifache Eliminierung mit Kaliumethanolat erzeugt die dritte Dreifachbindung.

## Eigenschaften und Reaktionen
Die Verbindung wirkt allelopathisch. Photocyclisierung mit Olefinen ergibt verschiedene isomere Cyclobutene.

## Nachweis
Eine Methode zur Extraktion aus Pflanzenmaterial wurde entwickelt. Der Nachweis gelingt nach chromatographischer Abtrennung und Detektion mittels UV-Spektroskopie oder Massenspektrometrie.